# مجلس الشورى البحريني 2010
مجلس الشورى البحريني 2010 (الفصل التشريعي الثالث) من 14 ديسمبر 2010 حتى 14 ديسمبر 2014 ، تشكل المجلس بموجب الأمر الملكي رقم 42 لسنة 2010 الذي أصدره صاحب الجلالة الملك حمد بن عيسى آل خليفة ملك مملكة البحرين في 24 نوفمبر 2010  وترأس المجلس علي صالح الصالح والذي تولى الرئاسة منذ 15 ديسمبر 2006. 

## أعضاء مجلس الشورى

### أعضاء مجلس الشورى خلال الفترة 9 مايو 2012 حتى نهاية مدة المجلس في 14 ديسمبر 2014
| الأعضاء |
| --- |
| علي صالح الصالح (رئيس مجلس الشورى) |
| جمال محمد فخرو (النائب الأول للرئيس) |
| الدكتورة بهية محمد الجشي (النائب الثاني للرئيس) |
| إبراهيم محمد بشمي |
| أحمد إبراهيم بهزاد |
| جمعة محمد الكعبي |
| جميلة علي نصيف |
| جهاد حسن بوكمال |
| حمد مبارك النعيمي |
| خالد حسين المسقطي |
| الشيخ الدكتور خالد بن خليفة بن دعيج آل خليفة |
| خالد عبدالرحمن المؤيد |
| خالد عبدالرسول الشريف |
| خليل إبراهيم الذوادي |
| دلال جاسم الزايد |
| رباب عبدالنبي العريض |
| سعود عبدالعزيز كانو |
| سميرة إبراهيم رجب |
| السيد حبيب مكي هاشم |
| السيد ضياء يحيى الموسوي |
| نوار علي المحمود |
| صلاح علي محمد |
| الدكتورة عائشة سالم مبارك |
| عبدالرحمن إبراهيم عبدالسلام |
| عبدالرحمن عبدالحسين جواهري |
| عبدالرحمن محمد جمشير |
| عبدالعزيز حسن أبل |
| عبدالغفار عبدالحسين عبدالله |
| علي عبدالرضا الشيخ سلمان العصفور |
| فؤاد أحمد الحاجي |
| الأستاذة لولوة صالح العوضي |
| محمد حسن الشيخ منصور الستري |
| محمد حسن باقر |
| محمد سيف المسلم |
| محمد هادي الحلواجي |
| منيرة عيسى بن هندي |
| ماصر حميد الشيخ إبراهيم المبارك |
| نانسي دينا خضوري |
| ندى عباس حافظ |
| هالة رمزي قريصة |
| في 9 مايو 2012 صدر أمر ملكي بتعين الدكتور سعيد أحمد عبدالله والدكتورة جهاد عبدالله الفاضل أعضاء بمجلس الشورى خلفاً لصلاح علي محمد والدكتورة سميرة إبراهيم رجب الذي تم تعينهم وزراء في الحكومة. |

### أعضاء مجلس الشورى خلال الفترة 5 مارس 2012 حتى 24 أبريل 2012
| الأعضاء                                                                                           |
| ------------------------------------------------------------------------------------------------- |
| علي صالح الصالح (رئيس مجلس الشورى)                                                                |
| جمال محمد فخرو (النائب الأول للرئيس)                                                              |
| الدكتورة بهية محمد الجشي (النائب الثاني للرئيس)                                                   |
| إبراهيم محمد بشمي                                                                                 |
| أحمد إبراهيم بهزاد                                                                                |
| جمعة محمد الكعبي                                                                                  |
| جميلة علي نصيف                                                                                    |
| جهاد حسن بوكمال                                                                                   |
| حمد مبارك النعيمي                                                                                 |
| خالد حسين المسقطي                                                                                 |
| الشيخ الدكتور خالد بن خليفة بن دعيج آل خليفة                                                      |
| خالد عبدالرحمن المؤيد                                                                             |
| خالد عبدالرسول الشريف                                                                             |
| خليل إبراهيم الذوادي                                                                              |
| دلال جاسم الزايد                                                                                  |
| رباب عبدالنبي العريض                                                                              |
| سعود عبدالعزيز كانو                                                                               |
| سميرة إبراهيم رجب                                                                                 |
| السيد حبيب مكي هاشم                                                                               |
| السيد ضياء يحيى الموسوي                                                                           |
| نوار علي المحمود                                                                                  |
| صلاح علي محمد                                                                                     |
| الدكتورة عائشة سالم مبارك                                                                         |
| عبدالرحمن إبراهيم عبدالسلام                                                                       |
| عبدالرحمن عبدالحسين جواهري                                                                        |
| عبدالرحمن محمد جمشير                                                                              |
| عبدالعزيز حسن أبل                                                                                 |
| عبدالغفار عبدالحسين عبدالله                                                                       |
| علي عبدالرضا الشيخ سلمان العصفور                                                                  |
| فؤاد أحمد الحاجي                                                                                  |
| الأستاذة لولوة صالح العوضي                                                                        |
| محمد حسن الشيخ منصور الستري                                                                       |
| محمد حسن باقر                                                                                     |
| محمد سيف المسلم                                                                                   |
| محمد هادي الحلواجي                                                                                |
| منيرة عيسى بن هندي                                                                                |
| ماصر حميد الشيخ إبراهيم المبارك                                                                   |
| نانسي دينا خضوري                                                                                  |
| ندى عباس حافظ                                                                                     |
| هالة رمزي قريصة                                                                                   |
| في 5 مارس 2012 صدر أمر ملكي بتعين نوار علي المحمود عضواً بمجلس الشورى خلفاً لصادق عبدالكريم الشهابي |

### أعضاء مجلس الشورى خلال الفترة 2 يونيو 2011 حتى 5 مارس 2012
| الأعضاء |
| --- |
| علي صالح الصالح (رئيس مجلس الشورى)                                                                              |
| جمال محمد فخرو (النائب الأول للرئيس)                                                                            |
| الدكتورة بهية محمد الجشي (النائب الثاني للرئيس)                                                                 |
| إبراهيم محمد بشمي                                                                                               |
| أحمد إبراهيم بهزاد                                                                                              |
| جمعة محمد الكعبي                                                                                                |
| جميلة علي نصيف                                                                                                  |
| جهاد حسن بوكمال                                                                                                 |
| حمد مبارك النعيمي                                                                                               |
| خالد حسين المسقطي                                                                                               |
| الشيخ الدكتور خالد بن خليفة بن دعيج آل خليفة                                                                    |
| خالد عبدالرحمن المؤيد                                                                                           |
| خالد عبدالرسول الشريف                                                                                           |
| خليل إبراهيم الذوادي                                                                                            |
| دلال جاسم الزايد                                                                                                |
| رباب عبدالنبي العريض                                                                                            |
| سعود عبدالعزيز كانو                                                                                             |
| سميرة إبراهيم رجب                                                                                               |
| السيد حبيب مكي هاشم                                                                                             |
| السيد ضياء يحيى الموسوي                                                                                         |
| صادق عبدالكريم الشهابي                                                                                          |
| صلاح علي محمد                                                                                                   |
| الدكتورة عائشة سالم مبارك                                                                                       |
| عبدالرحمن إبراهيم عبدالسلام                                                                                     |
| عبدالرحمن عبدالحسين جواهري                                                                                      |
| عبدالرحمن محمد جمشير                                                                                            |
| عبدالعزيز حسن أبل                                                                                               |
| عبدالجليل محمد العويناتي                                                                                        |
| علي عبدالرضا الشيخ سلمان العصفور                                                                                |
| فؤاد أحمد الحاجي                                                                                                |
| الأستاذة لولوة صالح العوضي                                                                                      |
| محمد حسن الشيخ منصور الستري                                                                                     |
| محمد حسن باقر                                                                                                   |
| محمد سيف المسلم                                                                                                 |
| محمد هادي الحلواجي                                                                                              |
| منيرة عيسى بن هندي                                                                                              |
| ماصر حميد الشيخ إبراهيم المبارك                                                                                 |
| نانسي دينا خضوري                                                                                                |
| ندى عباس حافظ                                                                                                   |
| هالة رمزي قريصة                                                                                                 |
| في 2 يونيو 2011 صدر أمر ملكي بتعين عبدالجليل محمد العويناتي عضواً بمجلس الشورى خلفاً لعبدالغفار عبدالحسين عبدالله |

### أعضاء مجلس الشورى خلال الفترة 14 ديسمبر 2010 حتى 15 أبريل 2011
| الأعضاء                                         |
| ----------------------------------------------- |
| علي صالح الصالح (رئيس مجلس الشورى)              |
| جمال محمد فخرو (النائب الأول للرئيس)            |
| الدكتورة بهية محمد الجشي (النائب الثاني للرئيس) |
| إبراهيم محمد بشمي                               |
| أحمد إبراهيم بهزاد                              |
| جمعة محمد الكعبي                                |
| جميلة علي نصيف                                  |
| جهاد حسن بوكمال                                 |
| حمد مبارك النعيمي                               |
| خالد حسين المسقطي                               |
| الشيخ الدكتور خالد بن خليفة بن دعيج آل خليفة    |
| خالد عبدالرحمن المؤيد                           |
| خالد عبدالرسول الشريف                           |
| خليل إبراهيم الذوادي                            |
| دلال جاسم الزايد                                |
| رباب عبدالنبي العريض                            |
| سعود عبدالعزيز كانو                             |
| سميرة إبراهيم رجب                               |
| السيد حبيب مكي هاشم                             |
| السيد ضياء يحيى الموسوي                         |
| صادق عبدالكريم الشهابي                          |
| صلاح علي محمد                                   |
| الدكتورة عائشة سالم مبارك                       |
| عبدالرحمن إبراهيم عبدالسلام                     |
| عبدالرحمن عبدالحسين جواهري                      |
| عبدالرحمن محمد جمشير                            |
| عبدالعزيز حسن أبل                               |
| عبدالغفار عبدالحسين عبدالله                     |
| علي عبدالرضا الشيخ سلمان العصفور                |
| فؤاد أحمد الحاجي                                |
| الأستاذة لولوة صالح العوضي                      |
| محمد حسن الشيخ منصور الستري                     |
| محمد حسن باقر                                   |
| محمد سيف المسلم                                 |
| محمد هادي الحلواجي                              |
| منيرة عيسى بن هندي                              |
| ماصر حميد الشيخ إبراهيم المبارك                 |
| نانسي دينا خضوري                                |
| ندى عباس حافظ                                   |
| هالة رمزي قريصة                                 |

## أدوار الانعقاد

### قائمة أدوار انعقاد مجلس الشورى البحريني 2010
| دور الانعقاد               | بداية الفترة   | نهاية الفترة  |
| -------------------------- | -------------- | ------------- |
| دور الانعقاد العادي الأول  | 14 ديسمبر 2010 | 19 مايو 2011  |
| دور الانعقاد العادي الثاني | 9 أكتوبر 2011  | 23 مايو 2012  |
| دور الانعقاد العادي الثالث | 14 أكتوبر 2012 | 26 يونيو 2013 |
| دور الانعقاد العادي الرابع | 23 أكتوبر 2013 | 25 يونيو 2014 |